# Catherine Bader-Bille

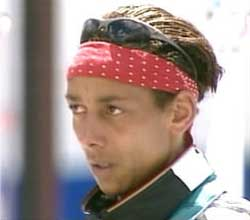
Catherine Bader-Bille, Siegerehrung „Paralympics 2000“

Catherine Bader-Bille (* 14. September 1965 in Leipzig) ist eine ehemalige deutsche Leichtathletin, die im Behindertensport zahlreiche nationale und internationale Titel errang. Sie hält bis heute zwei Weltrekorde.

## Kindheit
Catherine Bader-Bille wurde als Tochter einer Leipziger Ruderin und eines Sportstudenten aus der Elfenbeinküste ohne rechten Unterarm geboren. Schon als Kind betrieb sie Leistungssport und träumte von einem Olympiasieg. In der DDR blieb ihr aufgrund ihrer Behinderung der Zugang zur Kinder- und Jugendsportschule jedoch verwehrt.

## Sportliche Karriere
Erst nach der Wende begann Catherine Bader-Bille 1997 im Alter von 32 Jahren erneut mit dem Leistungssport. Zunächst trainierte sie unter der Leitung von Rositha Hellmann beim TuS Jena. In dieser Zeit errang sie ihren ersten internationalen Titel. In Madrid wurde sie 1997 Vizeeuropameisterin im Weitsprung und im selben Jahr auch Deutsche Meisterin. Im Oktober 1997 wurde sie auf Rang zwei bei der Wahl zur „Sportlerin des Jahres“ der Stadt Jena gewählt.
1998 gelang Bader-Bille bei den deutschen Meisterschaften ein Dreifacherfolg. Sie gewann sowohl im Weit- als auch im Hochsprung. Im 100-Meter-Sprint schaffte sie es auf den zweiten Platz.
Bei einer Sportlerehrung in Thüringen lernte sie im Winter 1998 die mehrfache Medaillengewinnerin und spätere Trainingspartnerin Heike Drechsler kennen, die sie ihrem ehemaligen Schwiegervater – dem früheren Sprungtrainer der DDR Erich Drechsler – vorstellte. Der pensionierte Erfolgscoach trainierte Bader-Bille ab 1999 ehrenamtlich bis zu deren Karriere-Ende 2005.
Schon im selben Jahr stellte Bader-Bille bei den Deutschen Meisterschaften in Schwetzingen zwei deutsche Rekorde auf. Sie gewann im Weitsprung und sicherte sich dadurch die Qualifikation zu den Paralympics. Zudem gewann sie im Dreisprung und im Hochsprung und belegte den zweiten Platz im 100-Meter-Sprint. Im Oktober 1999 entschied sie dann die australischen Meisterschaften im Weit- und Dreisprung für sich.
2000 war ihr erfolgreichstes Jahr. Zunächst belegte Bader-Bille bei den deutschen Meisterschaften in Weinstadt sowohl im Weit- als auch im Hochsprung Platz eins. Im Hochsprung stellte sie dabei einen bis heute gültigen Weltrekord auf. Im 100-Meter-Lauf belegte sie Platz drei.
Im Oktober 2000 gewann sie im mit 80.000 Zuschauern voll besetzten Olympiastadion von Sydney bei den Sommer-Paralympics 2000 im Weitsprung mit einem Zentimeter Vorsprung vor ihrer Konkurrenz die Goldmedaille.
Es folgten zahlreiche Ehrungen, u. a. wurde sie zur „Behindertensportlerin des Jahres“ der Stadt Jena gewählt und im Februar 2001 von Bundespräsidenten Johannes Rau mit dem Silbernen Lorbeerblatt ausgezeichnet.
Ebenfalls 2001 wurde Bader-Bille im niederländischen Assen Europameisterin im Hoch- und Weitsprung sowie Vizeeuropameisterin über 100 Meter. Beim Sportfest in Leverkusen verbesserte sie ihren eigenen deutschen Rekord im Dreisprung. In Hamburg errang sie im Sommer bei den Deutschen Meisterschaften erneut sowohl im Weit-, als auch im Hochsprung Platz eins, über 100 Meter belegte sie Platz zwei. Der Freistaat Thüringen ehrte sie dafür 2001 als „Sportlerin des Jahres“ im Behindertensport.
Bis zur endgültigen Beendigung ihrer Karriere im Jahr 2005 gelangen Catherine Bader-Bille etliche weitere Titelgewinne, u. a. bei den Weltmeisterschaften im französischen Lille 2002, den Europameisterschaften im niederländischen Assen (2003) und den internationalen Hallenmeisterschaften in Leverkusen (2005). Während ihrer aktiven Zeit trat die Sportlerin mehrfach als Model in Erscheinung.
Schon während ihrer aktiven Laufbahn war Bader-Bille von 2002 bis 2004 im Bewerbungskomitee um die Olympischen Spiele „Leipzig 2012“ als Projektleiterin für den Bereich Paralympics zuständig. Anschließend übernahm sie im Auftrag des Deutschen Olympischen Sportbundes und des Auswärtigen Amtes Coachingtätigkeiten für paralympische Mannschaften im Ausland.
Die diplomierte Kommunikations-Fachwirtin ist Mutter zweier erwachsener Söhne und lebt als Hochschuldozentin und Leichtathletiktrainerin des Behindertensportverbands Niedersachsen in Hannover.